# مارغوت جويليوم
مارغوت جويليوم (بالإنجليزية: Margot Guilleaume)‏ (من مواليد 12 يناير 1910 - تُوفيت 25 يونيو 2004) وهي عضوة ألمانية ومدرسة في أوبرا هامبورغ من 1950 إلى 1978، وكانت معروفة خارج ألمانيا كمغنية.

## عملها
ولدت مارغوت جويليوم في هامبورغ لعائلة انتقلت من بريتاني في عام 1789، وكانت في البداية متدربة تجارية. اجتازت الامتحان لدخول «كونسرفتوار فوغت» وتم تدريبها لمدة عامين لتكون مغنية أوبرا. من عام 1931، كانت عضوة في فريق هامبورغ. درست فن الصوت بشكل خاص مع ليلي شميت دي جورجي. في عام 1933، كانت مخطوبة في مسرح لوبيك في معهد ماساتشوستس للتكنولوجيا وكانت عضوة في جوقة مهرجان بايرويت في عام 1934 وكانت تعمل في هامبورجيتش ستاتسوبر في عام 1936. وفي عام 1937 عانت من حادث مروري شديد. تعافت بعدها واستطاعت أن تخطو دور ملكة الليل في فيلم موت زاوبرفلوت في موتسارت في المسرح الألماني غوتنغن، الذي أكسبها انخراطًا هناك، وتبعها مسرح فيلهلمسهافن ومسرح أولدنبورغشيس ستاتستياتر، حيث أقامت الأدوار الرئيسية هناك.
بعد الحرب العالمية الثانية، غنت جويليوم في أوبرا هامبورغ من عام 1946 إلى عام 1949. كانت عازفة منفردة في الحفلات الموسيقية من راديو هامبورغ وفي وقت لاحق عملت في راديو شمال ألمانيا (NDR) الذي جعلها معروفة وأدت حفلات موسيقية وتسجيلات لبولدور. كانت مارغوت تغني في جميع أنحاء ألمانيا وفي البلدان المجاورة، وخاصة في فرنسا.
في عام 1948، كانت تؤدي دور مارزلين في فيديليو في بيتهوفن في تسجيل مباشر ولكن بدون حوار، مع هانس شميدت ايسيرستيدت الذي يدير جوقة الراديو والأوركسترا في هامبورج. وفي نفس العام، سجلت دور البطولة في فيلم«لا ترافياتا» وسجلت في عام 1950 دور البطولة في فيلم «بستان الحب» في تسجيل كامل أجراه رولف راينهارت.
كان مارغوت جويليوم محاضرة في المعهد العالي للموسيقى في هامبورغ من عام 1950. وفي عام 1962 تم تعيينها كأستاذة هناك. تقاعدت من المنصب عام 1978.

## وصلات خارجية
- مارغوت جويليوم على موقع ميوزك برينز (الإنجليزية)
- مارغوت جويليوم على موقع أول ميوزيك (الإنجليزية)
- مارغوت جويليوم على موقع ديسكوغز (الإنجليزية)

- الموقع الرسمي
- نصوص عن مارغوت جويليوم في فهرس مكتبة ألمانيا الوطنية
- Margot Guilleaume (Soprano) Bach-Cantatas
- Margot Guilleaume (in German) Operissimo
- مارغوت جويليوم التسجيلات من ديسكاغز.كوم
- Margot Guilleaume أول ميوزيك